# Thales Leites
Thales Leites Lourenço (Niterói, 6 de setembro de 1981) é um ex-lutador de artes marciais mistas (MMA) brasileiro.

## Carreira
Leites fez sua estreia em MMA no Shooto Brasil em 2003, derrotando Felipe Arinelli por finalização. Leites ganhou ainda mais duas lutas em Vitória antes de fazer sua estreia nos Estados Unidos no Havaí's Rumble em 2005, onde ele derrotou Adam Roland, na sua quarta vitória consecutiva no MMA. Thales foi sparring de um grande lutador do UFC, o lendário BJ Penn.
Depois de uma bem sucedida excursão nos Estados Unidos, Leites voltou ao Brasil para lutar contra Gustavo Machado, que vinha de duas vitórias no Pancrase japonês. Leites derrotou Machado no terceiro round, e foi convidado para voltar ao Rumble on the Rock 7 para lutar contra o havaiano Ronald Jhun em setembro de 2005. Assim, Leites obteve sua sexta vitória, derrotando Jhun por nocaute técnico.
Antes de estrear no UFC, Thales fez mais três lutas, conseguindo a vitória em todas, o que o credenciou para a participação no Ultimate Fighting Championship.

### No UFC
Em setembro, foi anunciado que Leites faria no UFC sua estreia contra o veterano dos médios Nathan Marquardt em Ortiz vs. Shamrock 3: The Final Chapter. No entanto, devido a problemas com sua documentação de viagem, Leites não foi capaz de competir no evento, tal como o planejado.
Thales Leites fez sua estreia no The Ultimate Fighter 4 Finale, quando ele perdeu sua primeira luta profissional, por decisão unânime para o kickboxer dinamarquês Martin Kampmann.
Na sua luta seguinte, no UFC 69, ele derrotou Pete Sell. Em seu próximo combate, ele ganhou de Floyd Sword no The Ultimate Fighter 5 Finale. Posteriormente, Thales lutou contra Ryan Jensen no UFC 74, e ganhou por finalização.
Thales lutou depois contra Nathan Marquardt no UFC 85, vencendo por uma decisão dividida devido a perda de ponto do adversário nos 2º e 3º assaltos.
Lutando no card preliminar do UFC 90, Leites obteve rápida vitória sobre Drew McFedries. Esta vitória garantiu-lhe a oportunidade de disputar o cinturão dos médios do UFC contra o também brasileiro, Anderson Silva no UFC 97 em Montreal, na qual acabou sendo derrotado por decisão unânime dos juízes.
Em seu retorno ao octagon, Leites foi derrotado novamente por meio de uma decisão dividida contra o polêmico italiano Alessio Sakara. A luta inspirou muitas vaias, que começou durante a primeira volta e continuou durante toda a luta. A falta de ação durante a luta provocou a dedução em um ponto para ambos os lutadores uma vez que Mixed Martial Arts é um "esporte de contato".
Depois da derrota, Leites, juntamente com George Roop e Tamdan McCrory, Foram cortados do UFC. Poucos dias depois, Dana White revelou ao Yahoo Sports o seu desconhecimento da liberação McCrory e Leite "do UFC e expressou sua intenção de reverter essas ações. Pouco depois, White decidiu não reverter as decisões.

### Pós UFC
Após a sua liberação do UFC seu record é de 3-1. Com uma vitória de decisão sobre Dean Lister no MFC 23 em 4 de dezembro de 2009, a vitória por finalização sobre Rico Washington no MMA Bitetti Combat 6 em 25 de fevereiro de 2010 e uma vitória por finalização sobre Jesse Taylor no MFC 25 em 7 de maio de 2010.
Ele estava programado para enfrentar Falaniko Vitale em 14 agosto de 2010 na Califórnia, mas enfrentou Matt Horwich no evento. Ele perdeu a luta por finalização, a primeira derrota por finalização de sua carreira. Porém na revanche contra Matt Horwich ocorrida em 31 de março de 2012 no Brasil, Leites venceu por finalização no segundo round.

### Ultimate Fighting Championship
Em 23 de maio de 2013 foi anunciado que Leites assinou seu contrato para retornar ao Ultimate.
Leites fez sua reestreia no UFC em 3 de agosto de 2013 no UFC 163, contra o inglês Tom Watson e venceu por decisão unânime. Em seguida, em 16 de novembro de 2013, Thales Leites enfrentou Ed Herman no UFC 167, substituindo Rafael Natal. Ele venceu por decisão unânime.
No UFC Fight Night: Nogueira vs. Nelson, em 11 de abril de 2014, Leites enfrentou Trevor Smith. Ele venceu por nocaute técnico com menos de um minuto de luta. 
Thales enfrentou o francês Francis Carmont em 23 de agosto de 2014 no UFC Fight Night: Henderson vs. dos Anjos. Thales venceu por nocaute no início do segundo round.
Em 31 de janeiro de 2015 Leites enfrentou o norte-americano Tim Boetsch no UFC 183. Thales venceu a luta através da aplicação do katagatame (estrangulamento do jiu-jitsu). 
Posteriormente, fez a luta principal do UFC Fight Night: Bisping vs. Leites contra o inglês Michael Bisping em 18 de julho de 2015, na estreia do UFC na Escócia, e perdeu por decisão dividida (47-48, 49-46 e 48-47).
Na cidade de Londres, Leites enfrentou o iraniano Gegard Mousasi no UFC Fight Night: Silva vs. Bisping. Neste combate, o lutador brasileiro perdeu novamente por decisão unânime.
No UFC Fight Night: Rodríguez vs. Caceres, Thales se recuperou das últimas derrotas e venceu Chris Camozzi por finalização no terceiro round.
Thales enfrentou o polonês Krzysztof Jotko em 19 de novembro de 2016, no UFC Fight Night: Bader vs. Nogueira 2, em São Paulo. O brasileiro perdeu por decisão unânime.
Thales enfrentou Sam Alvey em 22 de abril de 2017 no UFC Fight Night: Swanson vs. Lobov. Ele venceu por decisão unânime.

## Vida pessoal
Leites e sua namorada tiveram uma filha chamada Valentina, em julho de 2009.

## Títulos
- Ultimate Fighting Championship
  - Performance da Noite (Duas vezes)
  - Finalização da Noite (Uma vez)
  - Luta da Noite (Uma vez)

## Cartel no MMA
| Cartel no MMA   |             |            |
| 35 lutas        | 27 vitórias | 8 derrotas |
| Por nocaute     | 4           | 0          |
| Por finalização | 15          | 1          |
| Por decisão     | 8           | 7          |

| Res.    | Cartel | Oponente          | Método                           | Evento                                   | Data       | Round | Tempo | Local                   | Notas                                            |
| ------- | ------ | ----------------- | -------------------------------- | ---------------------------------------- | ---------- | ----- | ----- | ----------------------- | ------------------------------------------------ |
| Vitória | 28-9   | Hector Lombard    | Decisão (unânime)                | UFC Fight Night: Santos vs. Anders       | 22/09/2018 | 3     | 5:00  | São Paulo               | Anunciou a sua aposentadoria.                    |
| Derrota | 27-9   | Jack Hermansson   | Nocaute Técnico (socos)          | UFC 224: Nunes vs. Pennington            | 12/05/2018 | 3     | 2:10  | Rio de Janeiro          |                                                  |
| Derrota | 27-8   | Brad Tavares      | Decisão (unânime)                | UFC 216: Ferguson vs. Lee                | 07/10/2017 | 3     | 5:00  | Las Vegas, Nevada       |                                                  |
| Vitória | 27-7   | Sam Alvey         | Decisão (unânime)                | UFC Fight Night: Swanson vs. Lobov       | 22/04/2017 | 3     | 5:00  | Nashville, Tennessee    |                                                  |
| Derrota | 26-7   | Krzysztof Jotko   | Decisão (unânime)                | UFC Fight Night: Nogueira vs. Bader II   | 19/11/2016 | 3     | 5:00  | São Paulo               |                                                  |
| Vitória | 26-6   | Chris Camozzi     | Finalização (mata-leão)          | UFC Fight Night: Rodríguez vs. Caceres   | 06/08/2016 | 3     | 2:58  | Salt Lake City, Utah    |                                                  |
| Derrota | 25-6   | Gegard Mousasi    | Decisão (unânime)                | UFC Fight Night: Silva vs. Bisping       | 27/02/2016 | 3     | 5:00  | Londres                 |                                                  |
| Derrota | 25-5   | Michael Bisping   | Decisão (dividida)               | UFC Fight Night: Bisping vs. Leites      | 18/07/2015 | 5     | 5:00  | Glasgow                 |                                                  |
| Vitória | 25-4   | Tim Boetsch       | Finalização (katagatame)         | UFC 183: Silva vs. Diaz                  | 31/01/2015 | 2     | 3:45  | Las Vegas, Nevada       | Luta da Noite. Performance da Noite.             |
| Vitória | 24-4   | Francis Carmont   | Nocaute (socos)                  | UFC Fight Night: Henderson vs. dos Anjos | 23/08/2014 | 2     | 0:20  | Tulsa, Oklahoma         | Performance da Noite.                            |
| Vitória | 23-4   | Trevor Smith      | Nocaute Técnico (socos)          | UFC Fight Night: Nogueira vs. Nelson     | 11/04/2014 | 1     | 0:45  | Abu Dhabi               |                                                  |
| Vitória | 22-4   | Ed Herman         | Decisão (unânime)                | UFC 167: St. Pierre vs. Hendricks        | 16/11/2013 | 3     | 5:00  | Las Vegas, Nevada       |                                                  |
| Vitória | 21-4   | Tom Watson        | Decisão (unânime)                | UFC 163: Aldo vs. Jung                   | 03/08/2013 | 3     | 5:00  | Rio de Janeiro          | Retornou ao UFC.                                 |
| Vitória | 20-4   | Matt Horwich      | Finalização (triângulo de braço) | AFC 2                                    | 31/03/2012 | 2     | 4:39  | Manaus                  |                                                  |
| Vitória | 19-4   | Jeremy Horn       | Decisão (dividida)               | SC 7: Rise of Champions                  | 30/04/2011 | 3     | 5:00  | Estocolmo               | Ganhou o Título Peso Médio do Superior Challenge |
| Vitória | 18-4   | Tor Troéng        | Finalização (mata-leão)          | SC 6: Lions Den                          | 29/10/2010 | 2     | 3:33  | Estocolmo               |                                                  |
| Derrota | 17-4   | Matt Horwich      | Finalização (mata leão)          | PWP - War on the Mainland                | 14/08/2010 | 4     | 0:44  | Irvine, Califórnia      | Pelo Título Peso Médios do PWP.                  |
| Vitória | 17-3   | Jesse Taylor      | Finalização (triângulo)          | MFC 25: Vindication                      | 07/05/2010 | 1     | 2:27  | Edmonton, Alberta       |                                                  |
| Vitória | 16-3   | Rico Washington   | Finalização (triângulo de braço) | Bitetti Combat MMA 6                     | 25/02/2010 | 1     | 5:00  | Brasília                |                                                  |
| Vitória | 15-3   | Dean Lister       | Decisão (unânime)                | MFC 23- Unstoppable                      | 04/12/2009 | 3     | 5:00  | Edmonton, Alberta       |                                                  |
| Derrota | 14–3   | Alessio Sakara    | Decisão (dividida)               | UFC 101: Declaration                     | 08/08/2009 | 3     | 5:00  | Fildaélfia, Pensilvânia |                                                  |
| Derrota | 14-2   | Anderson Silva    | Decisão (unânime)                | UFC 97: Redemption                       | 18/04/2009 | 5     | 5:00  | Montreal, Quebec        | Pelo Cinturão Peso-Médio do UFC.                 |
| Vitória | 14-1   | Drew McFedries    | Finalização (mata leão)          | UFC 90: Silva vs. Cote                   | 25/10/2008 | 1     | 1:18  | Rosemont, Illinois      |                                                  |
| Vitória | 13-1   | Nate Marquardt    | Decisão (dividida)               | UFC 85: Bedlam                           | 07/06/2008 | 3     | 5:00  | Londres                 | Marquardt perdeu 2 pontos durante a luta.        |
| Vitória | 12-1   | Ryan Jensen       | Finalização (chave de braço)     | UFC 74: Respect                          | 25/08/2007 | 1     | 3:47  | Las Vegas, Nevada       |                                                  |
| Vitória | 11-1   | Floyd Sword       | Finalização (triângulo de braço) | The Ultimate Fighter 5 Finale            | 23/06/2007 | 1     | 3:50  | Las Vegas, Nevada       |                                                  |
| Vitória | 10-1   | Pete Sell         | Decisão (unânime)                | UFC 69: Shootout                         | 07/04/2007 | 3     | 5:00  | Houston, Texas          |                                                  |
| Derrota | 9-1    | Martin Kampmann   | Decisão (unânime)                | The Ultimate Fighter 4 Finale            | 11/11/2006 | 3     | 5:00  | Las Vegas, Nevada       |                                                  |
| Vitória | 9-0    | José Landi-Jons   | Finalização (triângulo de braço) | Jungle Fight 6                           | 29/04/2006 | 1     | 2:40  | Manaus                  |                                                  |
| Vitória | 8-0    | Osami Shibuya     | Decisão (unânime)                | MARS                                     | 04/02/2006 | 3     | 5:00  | Tóquio                  |                                                  |
| Vitória | 7-0    | Jason Guida       | Finalização (chave de braço)     | Ultimate Warriors Combat 1               | 10/12/2005 | 1     | 1:38  | Honolulu, Havaí         |                                                  |
| Vitória | 6-0    | Ronald Jhun       | TKO (interrupção médica)         | ROTR: Qualifiers                         | 17/09/2005 | 3     | 0:32  | Honolulu, Havaí         |                                                  |
| Vitória | 5-0    | Gustavo Machado   | Finalização                      | Storm Samurai 8                          | 02/07/2005 | 3     |       | Brasília                |                                                  |
| Vitória | 4-0    | Adam Roland       | Finalização (chave de braço)     | Rumble on the Rock 7                     | 07/05/2005 | 1     | 0:49  | Honolulu, Havaí         |                                                  |
| Vitória | 3-0    | Lúcio Linhares    | TKO (interrupção do córner)      | Vitória Extreme Fighting 1               | 29/05/2004 | 1     |       | Vitória                 |                                                  |
| Vitória | 2-0    | Flávio Luiz Moura | Finalização (triângulo de braço) | Vitória Extreme Fighting 1               | 29/05/2004 | N/A   |       | Vitória                 |                                                  |
| Vitória | 1-0    | Felipe Arinelli   | Finalização (triângulo de braço) | Shooto Brasil: Welcome to Hell           | 23/11/2003 | 2     |       | Niterói                 |                                                  |